# Symposiachrus barbatus
Symposiachrus barbatus là một loài chim trong họ Monarchidae.